# Grafenberg
Grafenberg är en kommun (tyska Gemeinde) i Landkreis Reutlingen i delstaten Baden-Württemberg i Tyskland. Folkmängden uppgår till cirka 2 700 invånare, på en yta av 3,5 kvadratkilometer.
Kommunen ingår i kommunalförbundet Metzingen tillsammans med staden Metzingen kommunen Riederich.

## Befolkningsutveckling
| Befolkningsutvecklingen i Grafenberg 1975–2015 | Befolkningsutvecklingen i Grafenberg 1975–2015 | Befolkningsutvecklingen i Grafenberg 1975–2015 | Befolkningsutvecklingen i Grafenberg 1975–2015 | Befolkningsutvecklingen i Grafenberg 1975–2015 |
| ---------------------------------------------- | ---------------------------------------------- | ---------------------------------------------- | ---------------------------------------------- | ---------------------------------------------- |
|                                                |                                                |                                                |                                                |                                                |
| År                                             |                                                |                                                | Folkmängd                                      | Areal (ha)                                     |
| 1975                                           | 1975                                           |                                                | 1 914                                          | 351                                            |
| 1980                                           | 1980                                           |                                                | 1 949                                          |                                                |
| 1985                                           | 1985                                           |                                                | 2 178                                          |                                                |
| 1990                                           | 1990                                           |                                                | 2 401                                          |                                                |
| 1995                                           | 1995                                           |                                                | 2 479                                          |                                                |
| 2000                                           | 2000                                           |                                                | 2 689                                          |                                                |
| 2005                                           | 2005                                           |                                                | 2 625                                          |                                                |
| 2010                                           | 2010                                           |                                                | 2 614                                          |                                                |
| 2015                                           | 2015                                           |                                                | 2 604                                          |                                                |
|                                                |                                                |                                                |                                                |                                                |